# Glommersträsk/Lappträsk IF
Glommersträsk Lappträsk IF (GLIF) är en idrottsförening från Glommersträsk i Arvidsjaurs kommun, Lappland. Föreningen bildads av idrottande ungdomar 1923. Med tiden inköptes mark i Lappträsk för att användas till idrottsplats. Gymnastiksalen i skolan användes fr.o.m. 1935. Ny sporthall vid namn Flåsbodan kunde byggas 1983 och ny idrottsplats (Glommra) med gräsplan invigdes 1990. Tennisplan anlades 1967 och flyttades till skolan 1979 – samma år som Volleybollsektionen bildades.
Tidigt började man spela bandy och snart byggdes också en rink. En ishockeysektion fanns i seriespel senast under 50-talet. 1956/57 vann man Division III Norra Nordsvenska B och flyttades upp till Division II följande säsong. Totalt blev det sex säsonger i Division II fram till 1968. Den framgångsrikaste säsongen blev 1966/1967 då man nådde en femteplacering. För att förbättra chanserna till överlevnad ombildades ishockeyföreningen till Missenträsk/Glommersträsk Hockeyförening (MG Hockey) som senare bytt namn till MG Arvidsjaur. Dock har föreningen inte lyckas göra om bedriften att gå upp i andraligan igen.